# Dermanyssidae
Dermanyssidae es una familia de ácaros perteneciente al orden Mesostigmata.

## Géneros
- Acanthonyssus Yunker & Radovsky in Wenzel & Tipton 1966
- Dermanyssus Dugès, 1834
- Draconyssus Yunker & Radovsky in Wenzel & Tipton 1966
- Laelaspisella Marais & Loots, 1969
- Liponyssoides Hirst, 1913